# 조르즈 마르팅스
조르즈 마누엘 마르팅스 다 실바(포르투갈어: Jorge Manuel Martins da Silva, 1954년 8월 12일, 리스보아 지방 알류스 베드루스 ~)는 마르팅스(포르투갈어: Martins)로 알려진 포르투갈의 전직 축구 선수로, 현역 시절 골키퍼로 활약했다.

## 축구 경력
마르팅스는 세투발 현 무이타 알류스 베드루스 출신이다. 20년 가까이 지속된 현역 시절, 그는 바헤이렌스, 비토리아 세투발(3기에 나누어), 벤피카, 파렌스, 그리고 벨레넨스스에서 활약했고, 프로 무대에서 600번이 넘는 경기에 출전했는데, 이 중 310번은 프리메이라 디비상 경기였다.
마르팅스는 유로 1984와 1986년 월드컵에 전자의 대회에서 주전이자 2년 동안 벤피카 시절에 같은 보직의 주전이었던 마누엘 벤투의 후보로 참가했고, 1986년 월드컵에서는 벤투와 비투르 다마스를 대신할 3번째 골키퍼로 참가했다. 그러나, 그는 성인 국가대표팀 경기에 출전한 적이 없다.

## 수상
벤피카
- 프리메이라 디비상: 1980–81
- 타사 드 포르투갈: 1980–81
- 수페르타사 칸디두 드 올리베이라: 1980

벨레넨스스
- 타사 드 포르투갈: 1988–89